# Rostbauchspecht

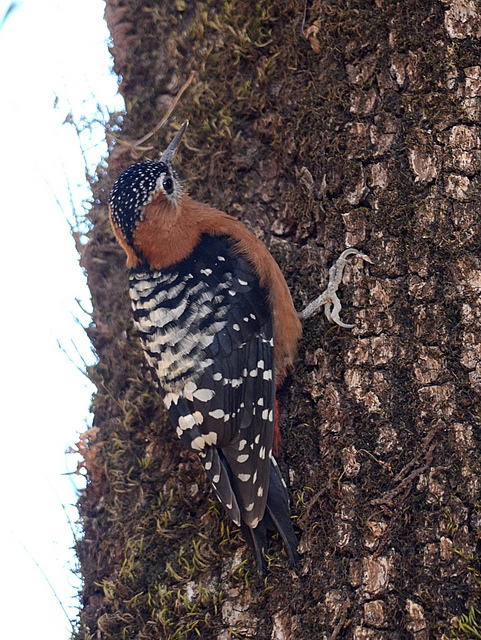
Weibchen

Der Rostbauchspecht (Dendrocopos hyperythrus) auch Braunkehlspecht ist ein in Asien vorkommender Vogel aus der Familie der Spechte (Picidae). Einige Autoren stellen die Art in die Gattung Hypopicus.

## Merkmale
Der Rostbauchspecht erreicht eine Körperlänge von 20 bis 25 Zentimetern. Zwischen den Geschlechtern besteht ein leichter Sexualdimorphismus. Bei den Männchen ist der Kopf bis in den Nacken kräftig rot gefärbt, während er bei den Weibchen nahezu einfarbig grauschwarz und mit einigen weißen Punkten versehen ist. Bei beiden Geschlechtern variiert die Färbung des Brust- und Bauchbereichs von trüb rotbraun bis zu kräftig orangebraun und kann in ihrer Intensität regional schwanken. Die Vögel zeigen auffällig schwarzweiß quergebänderte Flügel. Das Gesicht ist grauweiß. Die langen dunklen Steuerfedern sind keilförmig und dienen als Stütze, wenn sie sich an Baumstämmen bewegen. Die Unterschwanzdeckfedern sind rötlich. Der Oberschnabel ist schwärzlich, der Unterschnabel gelblich, die Iris rotbraun. Beine und Füße sind olivgrau.

## Verbreitung, Unterarten und Lebensraum
Neben der im Südwesten Chinas, von Nepal bis Myanmar sowie im Norden Thailands vorkommenden Nominatform Dendrocopos hyperythrus hyperythrus sind drei weitere Unterarten bekannt:
- Dendrocopos hyperythrus annamensis  (Kloss, 1925), in Südindochina
- Dendrocopos hyperythrus marshalli (Hartert, 1912), im Norden von Indien, am Fuße des Himalaya und in Nordpakistan
- Dendrocopos hyperythrus subrufinus (Cabanis & Heine, 1863), in Nordostchina und Korea

Hauptlebensraum der Art sind Mischwälder, in Pakistan werden Wälder mit Himalaya-Pappeln (Populus ciliata) bevorzugt. In China wurde sie noch in Höhenlagen von bis zu 4300 Metern nachgewiesen.

## Lebensweise

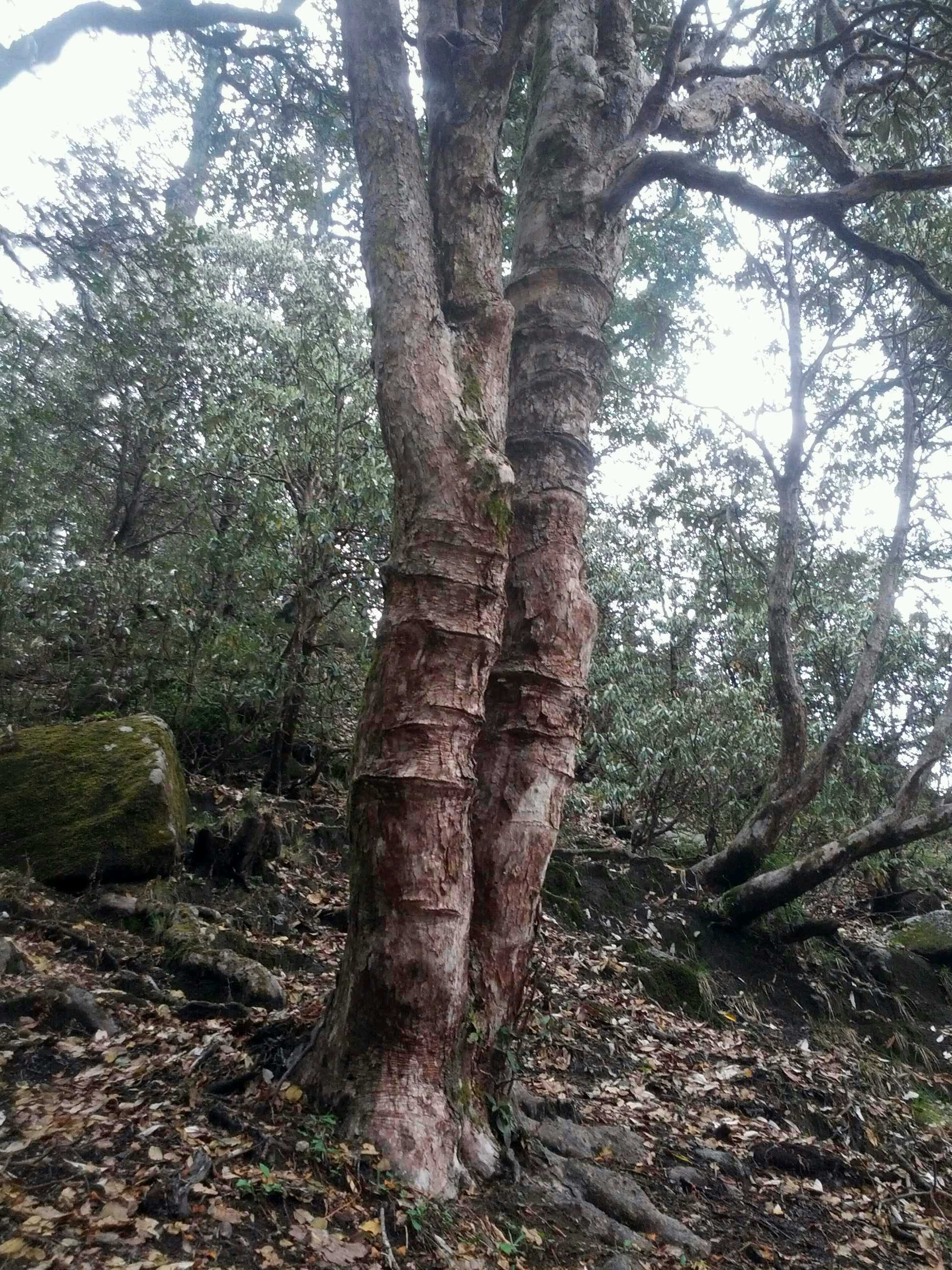
Ringe an einem Baumstamm, verursacht durch die Suche nach Baumsaft

### Ernährung
Die meist einzeln oder paarweise lebenden Vögel ernähren sich von verschiedenen Insekten, in erster Linie von Ameisen (Formicidae), die rund 60 % der Nahrung ausmachen. Auch Schmetterlingsraupen und Käferlarven, die sie mit kräftigen Schnabelhieben unter der Borke hervorholen werden gelegentlich vertilgt. Zuweilen ergänzen Früchte und im Frühjahr Baumsäfte das Nahrungsspektrum. Baumstämme, die auf der Suche nach Baumsäften intensiv bearbeitet wurden, zeigen markante Löcher, Ringe, Spalten oder Wülste.

### Brut
Das Brutgeschäft findet in Bhutan, Indien und Nepal zwischen April und Mai sowie in Südostasien zwischen März und Mai statt. Das typische Spechtnest wird in Höhen zwischen einem und sechs Metern über dem Boden als Höhle in einen Baumstamm gezimmert. Neben Laubbäumen wird dieses zuweilen auch in Kiefern (Pinus) angelegt. Eine Nesthöhle wird mit vier bis fünf Eiern bestückt. Brut- und Nestlingszeiten sind noch nicht dokumentiert. Beide Geschlechter versorgen die Jungvögel mit Nahrung. Nach dem Ende des Brutgeschäfts wandern einige Vögel im August oder September bis in den Süden und Südosten Chinas, wo sie überwintern. Einzelnachweise für Wintergäste gibt es auch aus Japan, Korea, den Westen und Südosten Sibiriens sowie aus dem Nordosten der Mongolei.

## Gefährdung
Der Rostbauchspecht ist in seinen Vorkommensgebieten nicht bedroht und wird demzufolge von der Weltnaturschutzorganisation IUCN als  „least concern = nicht gefährdet“ klassifiziert. Lediglich in Pakistan hat das Fällen von Laubbäumen zur Verwendung als Tierfutter dazu geführt, dass einige Wälder nun von Nadelbäumen dominiert werden, die für den Rostbauchspecht als Lebensraum ungeeignet sind.